# Burg Bad Orb
Die Burg Bad Orb ist eine Höhenburg neben der Martinskirche auf 180 m ü. NHN oberhalb der Altstadt (Burgring 14) der Kurstadt Bad Orb im Main-Kinzig-Kreis in Hessen.

## Geschichte
Die Burg wurde 1064 erstmals urkundlich erwähnt und war zunächst im Besitz der Herren von Büdingen, später wurde sie zu einem Teil der Stadtbefestigung. Nachdem 1328 Orb zum Erzstift Mainz gehörte war sie Verwaltungssitz der Mainzer Amtmänner.
1428 wurde sie an die Grafen von Hanau verpfändet und 1566 wurde die Pfandschaft wieder eingelöst. Erzbischof Daniel Brendel von Homburg ließ um 1570 die Burg im Stil der Renaissance umbauen. Der Palas der Burg diente zeitweise der Adelsfamilie von Milchling als Wohnsitz. An der Westseite der Burg wurde 1621 eine Zehntscheune angebaut. Die Burg wurde nach dem Dreißigjährigen Krieg nicht mehr bewohnt und als Fruchtspeicher genutzt. In den Jahren 1981–1982 wurde die Zehntscheune zugunsten der Straße verkürzt und als „Haus des Gastes“, mit städtischer Bücherei umgebaut und ein Vortragssaal eingerichtet.
1865 kaufte die Hanauer Firma Oldenkott & Co. das Burg-Gebäude und nutzte es als Zigarrenfabrik. Ab 1988 wurde dem Gebäude ein Zugangsturm mit Treppenhaus und Lift angebaut und das Ensemble als städtisches Museum genutzt. Das Museum wurde 2021–2022 modernisiert.
Ein doppeltes Rundbogenfenster am Nordgiebel kann in das 12. Jahrhundert datiert werden und aus der Zeit um 1570 sind Fragmente von drei großen Rundbogenfenstern an der Ost- und Westfassade erhalten.

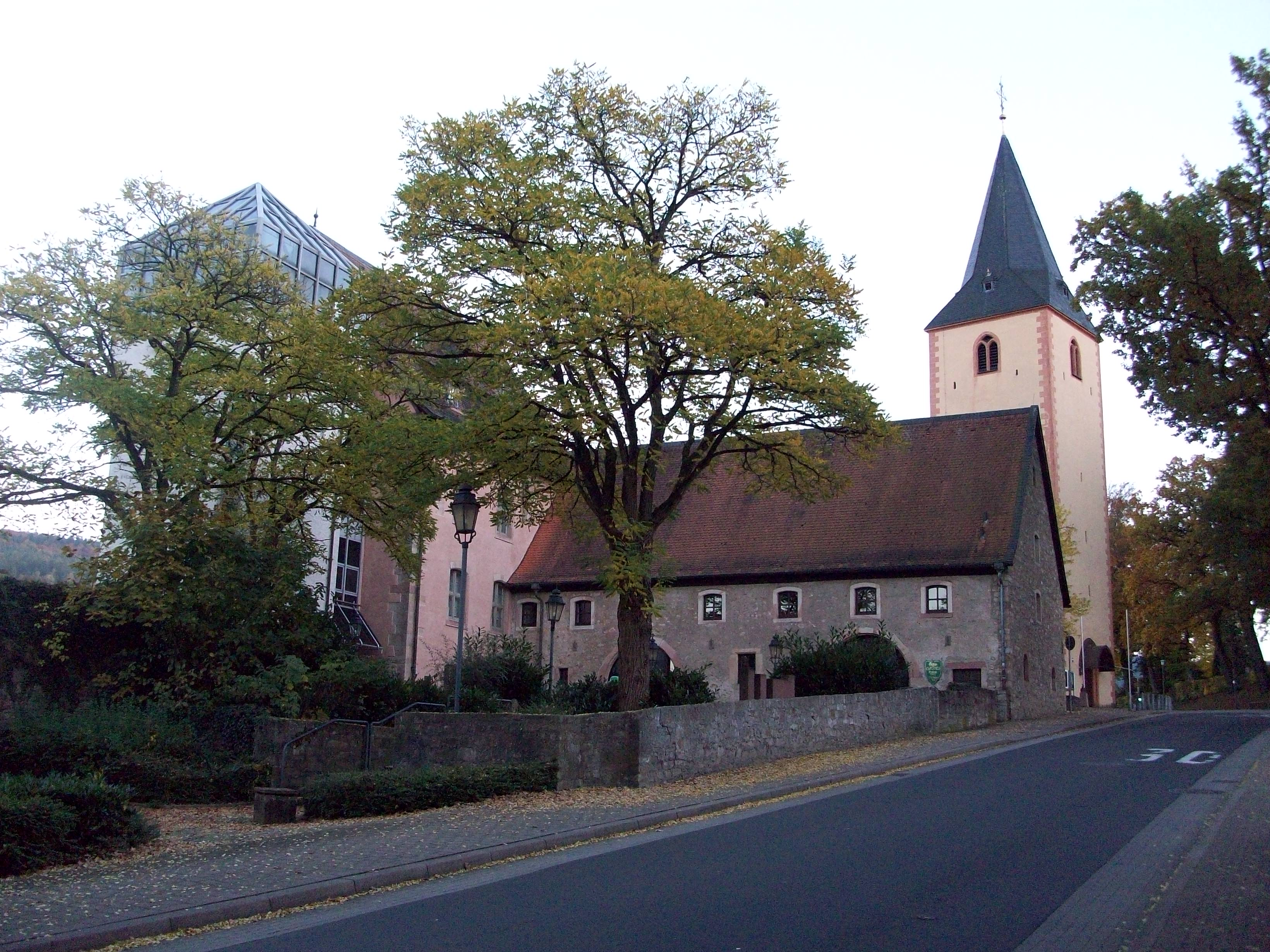
Gesamtansicht der Burg mit dahinterliegendem Kirchturm der Martinskirche rechts
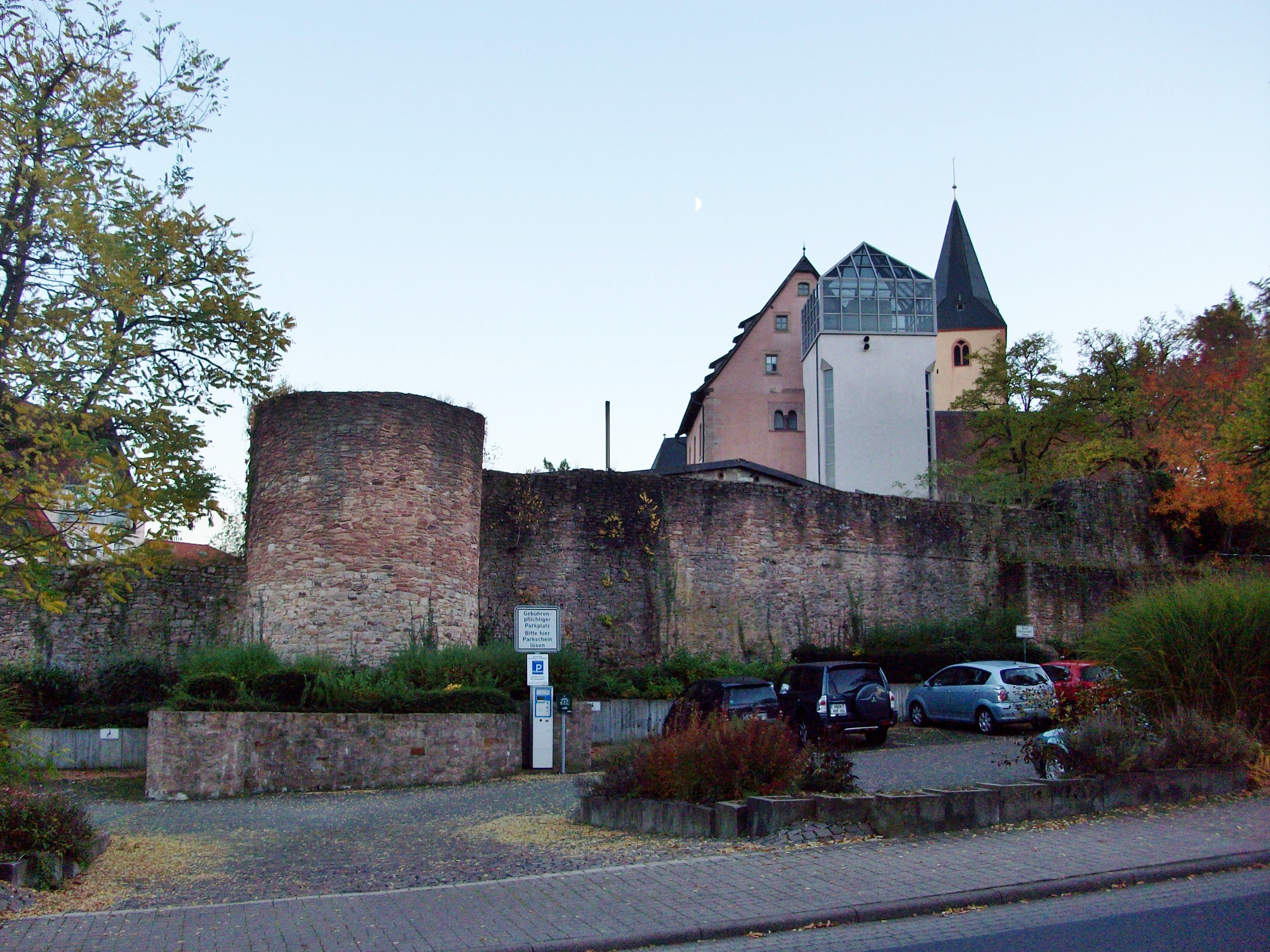
Ansicht der Burgreste mit Stadtmauer im Vordergrund
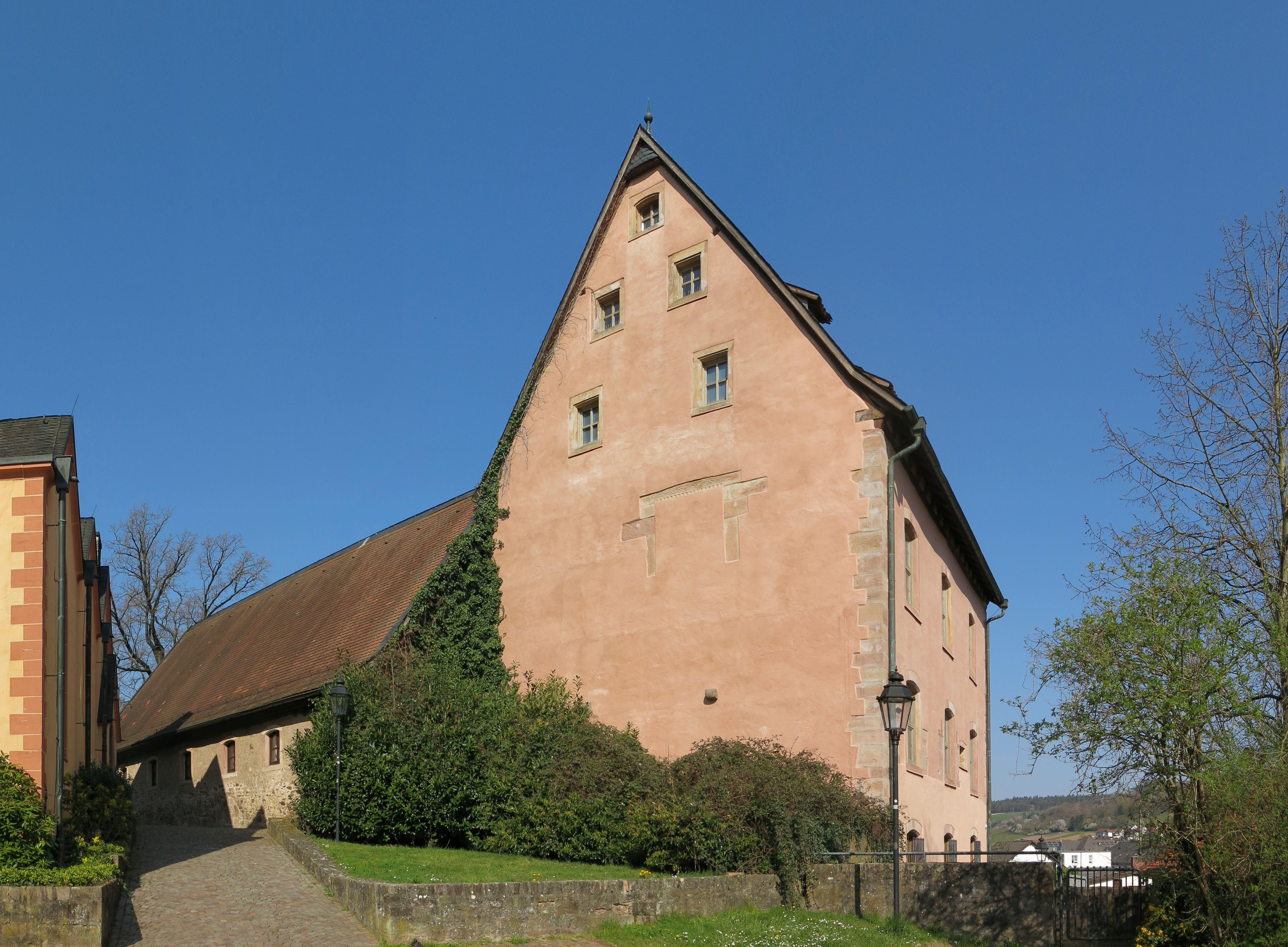
Ansicht von Palas und Zehntscheune von der Altstadt aus

## Baugeschichtliche Bedeutung
Die Burgreste bestehen heute in einem dreigeschossigen Massivbau mit Satteldach. Türen und Fensteröffnungen sind aus dem 19. Jahrhundert. Im Kern ist es ein Bauwerk des 13. Jahrhunderts, das mit den Umbauten um 1570 erneuert wurde. Dabei entstanden die Mittelsäulen und vermutlich auch die Balkenlagen des Bauwerks. Ein Wappenstein der Familie von Milchling von 1576
wurde über einem Kellereingang gefunden; dies spricht dafür, dass ein von Milchling die
Funktion des Amtmannes ausübte. Ein gekuppeltes Rundbogenfenster wurde bei der letzten Renovierung freigelegt und rekonstruiert. Der erfolgte Um- und Ausbau der ehemaligen Burg in Bad Orb zu einem bescheidenen Renaissancebau hat nur wenige Bauteile erhalten, die keine Aussagen zum Gesamtbild der kompletten Anlage mehr erlauben.
Eine eigene Entwicklung nahm die ehemals zur Burg gehörende Kapelle, die sich zur Pfarrkirche St. Martin entwickelte.

## Heutige Nutzung
Die Burgreste sind heute im Eigentum des Main-Kinzig-Kreises. In dem Gebäuden befindet sich das Stadtmuseum mit einer reichhaltigen Sammlung zur Stadtentwicklung und seinem sozialen Leben.